# Nacionalismo corso

Bandera de Córcega.

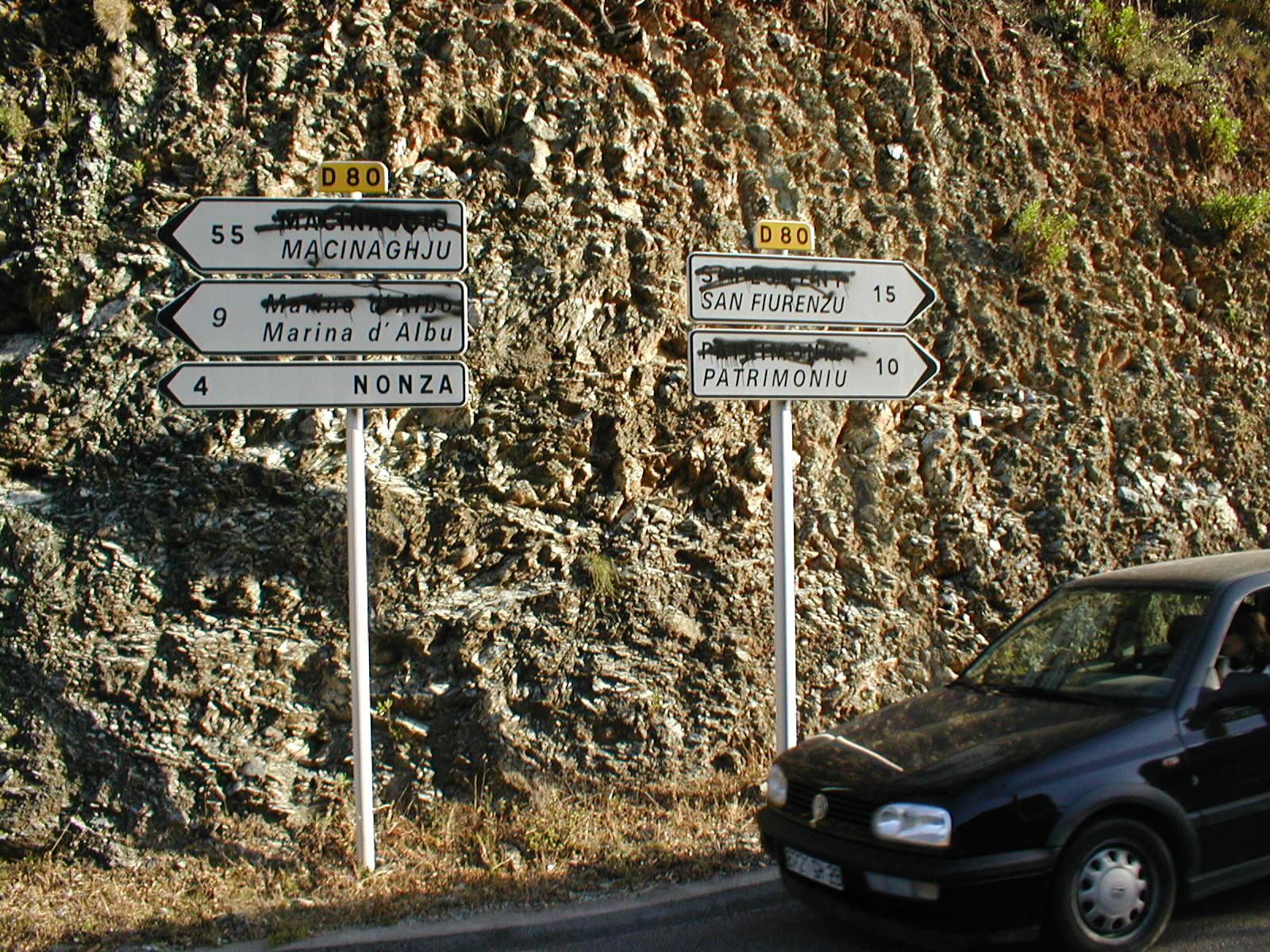
Una de las principales reivindicaciones del nacionalismo corso es la lingüística, cuyos sectores más radicales demuestran borrando o tiroteando los letreros en francés, dejando solamente aquellos en corso.

El nacionalismo corso es una corriente social, cultural y política que exige más autonomía para Córcega de Francia, si no la independencia.

## Soporte político
La coalición Corsica Libera consiguió el 9,85% de los votos en las elecciones regionales francesas de 2010. No obstante, solo entre el 19% y el 42% de esos electores que votaron respectivamente por la lista autonomista Femu a Corsica y la independentista Corsica Libera estaban a favor de la independencia. En la actualidad, algunas encuestas fijan el apoyo a la independencia de Córcega entre un 10 y un 15%. En contraste, un 30% de la población de Francia expresa su apoyo a una eventual independencia corsa. Con todo, como consecuencia de la política de descentralización propiciada durante el gobierno de Nicolas Sarkozy, la concesión de una mayor autonomía para Córcega fue rechazada en referéndum por un margen de 51%-49%. Pé a Corsica, la coalición autonomista de Gilles Simeoni, venció por primera vez en las elecciones regionales francesas de 2015, obteniendo un 35'34% de los votos y 24 de los 51 asientos de la Asamblea de Córcega.

## Historia

### Antecedentes históricos

Localización de Córcega en Europa.

Córcega obtuvo la independencia de la República de Génova en 1729 de la mano de los primados Carlo Francesco Raffaelli (nombrado generalísimo), Andrea Colonna, Luigi Giafferi (1663-1748), Ghjacintu Paoli (1690-1768) y Andria Ceccaldi. En 1736 el aventurero alemán Theodor von Neuhoff se proclamó Rey de Córcega, que promulgó una Constitución y adoptó como himno nacional la canción Diu vi Salvi Regina. No obstante, el nuevo Estado corso no se consolida hasta la toma del poder por Pasquale Paoli en 1755, que proclama la República Corsa. Paoli, entre otras medidas, hizo redactar una nueva Constitución, una Cunsulta (poder legislativo) escogida por sufragio universal, órgano soberano que controla al Generale y que elabora leyes, el presupuesto y escoge un gobierno por mayoría de dos tercios. En 1762 también edita el primer diario en lengua corsa, Ragguagli dell'Isola di Corsica. En 1765 crea una universidad en Corte y adopta el himno de Neuhoff y la bandera de la "cabeza de moro".
En 1768 la isla es incorporada a Francia, pero el recuerdo de las reformas de Paoli, que volvió a gobernar la isla como protectorado británico entre 1790 y 1796, se mantendría durante años y sería reivindicado por los sectores progresistas corsos.
Durante algunos años se produjeron varios intentos de recuperar la independencia por parte de exiliados. En 1799 los hermanos Buttafoco y Mario Beraldi, adversarios de Napoleón Bonaparte, con el apoyo del zar Alejandro I de Rusia, intentaron hacer un desembarco en Córcega, pero fueron derrotados y tras la represión se declaró una amnistía. En octubre de 1800 tiene lugar un nuevo desembarco independentista, que llegó a ocupar la ciudad de Porto Vecchio y a sitiar la ciudad de Sartène entre el 11 y el 18 del citado mes. El intento nuevamente fracasó, se desató una brutal represión que duraría hasta 1811.
Durante el siglo XIX la política local estuvo dominada y controlada por los clanes de las grandes familias, que canalizó los sentimientos nacionalistas hacia su propio beneficio. Con todo, también se tuvieron que enfrentar a otros males ya endémicos de la isla como el bandidaje o las venganzas (vindetta en corso), de manera similar a lo que ocurre en ciertas zonas de Italia con la mafia. En la primera mitad del siglo XIX las tendencias políticas de los nacionalistas corsos oscilaban entre el irredentismo (incorporar la isla a Italia) y el bonapartismo.

### El "primer nacionalismo"
En 1896 Santu Casanova fundaría la revista A Tramuntana, que si bien era de carácter cultural, también se utilizaba para denunciar la situación conflictiva de Córcega, de la cual culpaban a Francia y a los diferentes clanes que gobernaban la isla. También, muchos corsos emigrados en Marsella editaron publicaciones en lengua corsa y se hicieron eco de las primeras reivindicaciones nacionalistas contemporáneas. En 1909 intentaron, sin éxito, convocar un Congreso corso en la ciudad de Corte. En septiembre de 1920 los hermanos Mattei y Petru Rocca fundaron la revista A Muvra, ya con un marcado carácter político y nacionalista, que pretendía también servir de apoyo para otros movimientos nacionalistas como los de Alsacia y Bretaña. Fruto de ello fue el nacimiento en 1922 del Partido Corso de Acción, inspirado fuertemente en su vecino Partido Sardo de Acción, con el que mantenía muy cordiales relaciones. Este primer partido nacionalista estaba formado en su mayoría por periodistas, literatos de clase media y de diferentes orígenes ideológicos, sacerdotes, funcionarios y profesionales liberales. Su ideología era, no obstante, imprecisa, partidarios de una autonomía administrativa dentro de Francia siguiendo la estrategia política de los nacionalistas alsacianos, situado también en el movimiento de recuperación de la lengua corsa. En 1927 tenía 17 secciones locales, 13 de ellas en Córcega. Ese mismo año se transformó en el Partido Corso Autonomista (PCA), con una ideología más definida: Córcega es una nación con un pasado glorioso (nacionalidad definida por la lengua, la historia y los hechos raciales) que entra en decadencia tras la conquista francesa, pero que iba a renacer apelando a los 14 puntos de Woodrow Wilson, y reclamaban autonomía política. Desde 1932, el PCA fue víctima de infiltraciones de sectores irredentistas italianos, financiados por la dictadura fascista de Benito Mussolini.
El PCA intentó mostrarse neutral frente al irredentismo y celebró en 1934 unos Estados Generales de Córcega en Ajaccio, que repetirían al año siguiente en la ciudad de Bastia. Estos actos tenían como principal intención recuperar las antiguas asambleas de la época genovesa o de las cunsulte del siglo XVIII. En el marco de los Estados Generales, Petru Rocca propuso la elaboración de una Constitución corsa y la declaración de una "resistencia fiscal" contra Francia. No obstante, cuando Italia hizo oficial su reclamación territorial sobre Córcega a partir de 1936, el PCA les dio apoyo. Ello provocaría su ilegalización y el cierre de A Muvra en 1939.

Bandera oficial de Córcega, principal símbolo del nacionalismo corso y conocida como "bandera de la cabeza de moro".

Ya en la Segunda Guerra Mundial, y pese a que Francia se rindió en 1940, la isla no pasaría a la administración italiana hasta 1942. Y pese a la pasividad durante toda la ocupación de los nacionalistas corsos,  el movimiento fue perdiendo prestigio y militancia. Al acabar la guerra, todos los nacionalistas fueron juzgados y depurados, pese a que la mayoría se mantuvo al margen de la vida política durante la presencia italiana. Finalmente, solo fueron juzgados por colaboración 40 corsos, y de ellos solo 14 irredentistas, entre ellos Petru Rocca, condenado a 15 años de prisión bajo la acusación de ser "admirador y colaborador de Mussolini".

### La continuación (1950-1960)
El nacionalismo corso de la posguerra hubo de enfrentarse al estigma del profascismo colaboracionista que le desprestigiaba de entrada. No obstante, hasta la década de 1960 continuaría como legado cultural y reivindicación lingüística. Pese a todo, se mantiene la identidad colectiva corsa, facilitada por la insularidad, aunque compatible con la ciudadanía francesa y el sistema de clanes, que permitía mantener la representación de los intereses corsos por vías clientelistas, penetrando en la estructura de los partidos franceses en Córcega y favorecendo la captación de los miembros de le élite corsa a la administración francesa. Se trató de revivir la economía mediante el desarrollo del turismo y la mejora de la agricultura a través de la modernización. Se creó con esa finalidad una Societè d'Economie Mixte peur la Mise en Valeur Agricole de la Corse (SOMIVAC), gracias a la cual se recuperaron tierras y se concedieron tierras a terratenientes franceses expulsados de Argelia.
En 1959 se forma el primer movimiento de oposición anticolonialista, el Movimiento 29 de Noviembre, con base en Ajaccio, que pretende la modernización de la isla pero sin cuestionar al Estado francés. En 1960 un grupo de estudiantes corsos en París fundan la Unión Corsa, que desde 1963 tomaría el nombre de Union Corse-L'Avenir. Al mismo tiempo se celebró en Corte el I Congreso de la Unión Nacional de Estudiantes Corsos, y en 1962 convocaron una manifestación en París para pedir una universidad corsa. En 1964 se fundó el Comité de Estudios por la Defensa y los Intereses de Córcega (CEDIC) por los hermanos Max y Edmond Simeoni, jóvenes burgueses originarios de la ciudad de Bastia e influidos por Robèrt Lafont, que observaban las consecuencias negativas que comportaba la "balearización" de Córcega. Reclamaban, como programa de mínimos, la descentralización administrativa, pero desde una perspectiva conservadora. También se formó el grupo Ghjuvine Corsica-Jeune Corse.
En 1966 la Unión Corsa se unió al CEDIC y a Ghjuvine Corsica para formar el Frente Regionalista Corso (FRC), dirigido por el independentista Sanguinetti. En 1967 se escindió la Acción Regionalista Corsa (ARC), dirigida por los hermanos Simeoni, que reclamaron más autonomía en la gestión de recursos. En 1969 se colocaron varias bombas en dependencias del SOMIVAC y el nacionalismo corso obtuvo cierto respaldo en las elecciones cantonales de 1970. En 1971 se publica el manifiesto "Main basse sur une île..." y en 1973 cambiaron el nombre del grupo por Acción por el Renacimiento Corso mientras que una parte de la organización, dirigida por Dominique Alfonsi, fundaría el Partido del Pueblo Corso, con postulados más nacionalistas. El sector más independentista creó la Unione di a Patria, que el 7 de enero de 1973 lanzó la llamada Chjama di Castellare, donde afirmaban que debían desaparecer las diferencias entre los clanes corsos con tal de conseguir la unidad de acción, ya que el enemigo a batir era Francia, todo ello reclamando la autonomía y el reconocimiento del hecho nacional de Córcega.

### Nacimiento del FLNC
El 3 de enero de 1974 se da a conocer por medio de 9 explosiones el Fronte Paisanu Corsu de Liberazione (FPLC), grupo armado fundado en octubre de 1973 pero con pocos militantes, que busca la creación de un Estado corso y la retirada de los granjeros franceses recientemente establecidos en Córcega. El 22 de marzo del mismo año aparecería un otro grupo llamado Ghjustizia Paolina, que hizo explotar un avión de Air France en Bastia. Estas acciones provocarían, por un lado, la radicalización de la ARC, y por otro, la aparición de grupos parapoliciales como el Front d'Action Nouvelle Contre l'Independance et l'Autonomie (FRANCIA) como manera de llevar a cabo una guerra sucia contra los nacionalistas corsos.
El 4 de mayo de 1976 se crea el Frente de Liberación Nacional de Córcega (FLNC), que reagrupa al FPLC y a GP, que aspiraba a una coalición interclasista unida por el derecho de autodeterminación y el traspaso de los complejos turísticos a manos exclusivamente corsas. El FLNC adopta el marxismo-leninismo como ideología y aspira a la total independencia de Córcega, incluso por medio de la que denominaban "propaganda armada", financiándose mediante el conocido como "impuesto revolucionario". El primer líder del FLNC fue el ex-legionario Ghjuvan-Paolo Roesch hasta su detención en 1979. El FLNC empieza a editar el diario U Rebellu ("El Rebelde" en lengua corsa) y populariza el lema A Poppulu fattu bisogna à marchja. Paralelamente se crea A Riscossa, un comité de apoyo a los presos del FLNC, así como su organización femenina: Donne Corse. También disponían de un código con los periodistas locales para autentificar los atentados y para advertir a las víctimas de las consecuencias que acarreaban el impago del "impuesto revolucionario". Desde 1977 el FLNC trató de internacionalizar el conflicto, pero los contactos con otros grupos similares de Europa como ETA, el IRA Provisional o el FLB no prosperaron.
A finales de 1980, de 119 militantes del FLNC juzgados, 52 quedarían en libertad provisional, 27 fueron condenados a penas largas de prisión y otros 34 quedaban encarcelados pendientes de juicio. No obstante, las condenas y los encarcelamientos no aminoraron la intensidad de los ataques armados en los principales focos de actividad del FLNC: la propia Córcega y la ciudad de Niza. En 1980 el FLNC colocó en todo el año 463 bombas, una de ellas en el Hôtel de Ville de París; y unos 30.000 nacionalistas se manifestaron en Ajaccio reclamando la libertad de los militantes presos. El 2 de abril de 1981 se produce un atentado del FLNC en el Aeropuerto de Ajaccio solo 10 minutos después de que el avión del entonces presidente francés Valéry Giscard d'Estaing, provocando un muerto y ocho heridos; poco después el FLNC declaró una tregua unilateral y el inicio de un proceso de diálogo con el Gobierno francés a la espera de los resultados de las recientes elecciones presidenciales francesas, ya que François Mitterand prometió una amnistía para los presos corsos.

### El camino al autogobierno
En 1977, mediante los restos de la ARC, se funda la Unión del Pueblo Corso (UPC), de carácter autonomista. El FLNC, por su parte, decide potenciar un brazo político desde 1981, creando la Cuncolta di i Cumitati Nazionalisti (CCN), de carácter asambleario como expresión de los movimientos nacionalistas de base y que reivindica la independencia. Al mismo tiempo se creó el Sindicato de Trabajadores Corsos (STC), que aquel año obtuvo el 17% de los votos en las elecciones sindicales de Córcega, siendo la segunda fuerza sindical más votada de la isla. El STC tuvo cierta fuerza en los sectores turístico y comercial. También se creó una asociación de madres y padres de alumnos, la Assoziu di i Parenti Corsi, que obtuvo 10 representantes escolares en 1984 y pasaron a 140 en 1988. Otro gran logro del nacionalismo corso fue la reapertura, tras más de 200 años, de la Universidad de Córcega, fundada en 1765 por Pasquale Paoli, y que en la actualidad lleva su nombre.
Durante las elecciones presidenciales de 1981 el FLNC mantuvo una tregua unilateral y la UPC recomendó votar a François Mitterrand. Tras las elecciones, que ganó Mitterrand, el 4 de agosto se decreta una amnistía parcial para 100 presos corsos, y sin consulta popular previa, se comienza a redactar el futuro Estatuto particular que regirá la futura autonomía de Córcega, previo consejo de los representantes de estructuras y organizaciones estatales ya existentes. Se suprimió la corte de seguridad del Estat, aparato repressivo, aunque se denunciaron fraudes en el proceso electoral, y tampoco se retiró la Legión Extrangera Francesa de la isla, como demandaba el FLNC. Finalmente, el 23 de noviembre, la Asamblea francesa aprobaría el futuro estatuto de Córcega, muy recortado, y redactado por Gaston Defferre. Se caracteriza por:
- Creación de una Asamblea de 61 miembros escogidos para un período de 6 años, que nombrarían un presidente y solamente podrían redactar proposiciones de ley. Las leyes las dictará el primer ministro francés, que también tendrá la facultad de poder disolver la Asamblea corsa cuando lo considere.
- El poder ejecutivo lo detentarán el presidente, 10 vicepresidentes y 6 consejeros. Habrá una circunscripción electoral única para toda Córcega.
- El artículo 2 del estatuto señala el compromiso con la cultura corsa. Al mismo tiempo, el idioma corso no será cooficial, aunque que se enseñará en la escuela.
- El reconocimiento de la existencia del pueblo corso como "colectividad regional", pero no diferenciada del pueblo francés.
- El gobierno corso tendrá competencias en la gestión y recaudación de algunos impuestos, pero no tendrán un régimen fiscal propio.

Se convocaron las primeras elecciones a la Asamblea de Córcega en 1982, donde la UPC obtuvo el 10'61% de los votos y 7 escaños, mientras que el PPC obtuvo el 2'12% de los votos escrutados y un escaño. El 21 de agosto de 1982 el FLNC dio por finalizada la tregua, al mismo tiempo que reaparecen grupos parapoliciales como FRANCIA o el Mouvement Corse Français Libre (MCFL). Durante 1983 se produjeron tensiones internas en la Asamblea de Córcega por las que consideraban "excesivas intervenciones" del Gobierno central francés, por el recorte en los presupuestos y la poca iniciativa que se le dejaba al poder autonómico. La desaparición del militante Guy Orsoni el 17 de junio de 1983 provocó también represalias por parte del FLNC, lo que intensificó la tensión. Al año siguiente, en junio de 1984, se convocaron nuevas elecciones a la Asamblea de Córcega. En estos nuevos comicios, el Movimiento por la Autodeterminación (MPA), de carácter independentista, obtuvo el 5'3% de los votos y tres asientos. La UPC obtuvo el 6'2% de los votos y también 3 escaños.

### Institucionalización del nacionalismo corso
En las elecciones cantonales de 1985 los partidos nacionalistas pierden representación y votos (7'44% en total). Por este motivo, en las elecciones regionales de 1986 la UPC y el MPA presentaron la candidatura unitaria Unità Naziunalista (UN), que obtuvo 13.997 vots (8'97%) y 6 escaños. El Gobierno francés respondió ilegalizando el MPA en 1987; al mismo tiempo Pierre Poggioli creó la formación A Cuncolta Naziunalista (ACN), considerada la vitrina legal del FLNC, mientras que en 1988 la UN sustituyó a la UPC como partido político. En las elecciones cantonales obtuvieron 50 concejales en toda la isla, de ellos 5 en Ajaccio, donde obtuvieron el 23'9% de los votos. En las elecciones legislativas del 12 de marzo de 1988 obtuvieron el 7'09% de los votos escrutados.
En enero de 1989 el FLNC anuncia una nueva tregua, pero algunos sectores de la organización no la aceptaron, cosa que a la larga provocaría la división en 1990 entre el FLNC-Canal Habitual y el FLNC-Canal Histórico. El 7 de febrero de 1989 la UPC y ACN formaron la coalición Per una Avvene Corsu (Por un futuro corso), y para junio conformaron una coalición electoral con los verdes, que eligieron a Max Simeoni como cabeza de la lista Europe de l'Ecólogie, des Peuples et des Nations a las elecciones europeas de 1990, que obtuvo en toda Francia el 15'5% de los votos y un escaño en el Parlamento Europeo para Simeoni.
El 16 de enero de 1990 Michel Rocard y Pierre Joxe anunciaron la elaboración de un nuevo estatuto para Córcega, explicado al público el 23 de mayo: incluía mayor autonomía, más facultades legislativas y el reconocimiento de la existencia del pueblo corso. Pese a que la Asamblea de Córcega hizo una declaración a favor de la "unidad nacional" de Francia el 11 de mayo, entre el 15 y el 23 de noviembre el nuevo estatuto fue discutido en la Asamblea Nacional Francesa, y votaron 309 a favor frente a 263 en contra, mientras que en el Senado los votos fueron de 286 a favor contra 258. Se llegaría a una solución de compromiso ininteligible: el pueblo corso existe, pero como una parte más del pueblo francés.
Desde 1991 las dos fracciones del FLNC iniciaron una guerra fratricida que acabó con la muerte violenta de sus principales dirigentes (como François Santoni). Para las elecciones a la Asamblea de Córcega de 1992 la UN promovió la coalición Corsica Nazione, dirigida por Jean-Guy Talamoni, que obtuvo 21.882 vots (el 16'85% de los votos) y 9 escaños, mientras el MPA, dirigido por Alain Orsoni, obtuvo 10.360 vots (el 7'98%) y 4 escaños, un éxito sin precedentes del nacionalismo corso. El FLNC intenta aproximarse políticamente a Corsica Nazione. En las elecciones legislativas de  1993 Corsica Nazione obtuvo el 13'4% de los votos, mientras que el MPA obtuvo el 5'9% y la ANC de Pierre Poggioli un 1'7%. Las Jornadas Internacionales de Corte se convirtieron en referente y punto de reunión de los diferentes grupos independentistas de toda Francia.
En este ambiente, en 1996 François Santoni se entrega a la Policía e inicia un proceso negociador con el Gobierno francés, pero ello no detuvo los enfrentamientos entre los nacionalistas corsos. El 15 de octubre de 1997 se publica el informe del prefecto de policía de Córcega, con una lista de objetivos a investigar por el control fiscal por el Ministerio de Finanzas, acusados de enriquecerse con métodos mafiosos, y que extorsionaron a muchos políticos locales y que fueron el detonante del asesinato del prefecto Claude Érignac en febrero de 1998, reivindicado por el grupo Sanpieru. Se produjeron 5.000 interrogatorios y 2.300 detenciones (entre las cuales la del escritor Gabriel-Xavier Culioli), pero todos fueron puestos en libertad. Fueron detenidos 13 dirigentes nacionalistas, entre ellos Marcel Lorenzoni, finalmente fue detenido y juzgado Yvan Colonna.
En las elecciones a la Asamblea de Córcega de 1998 los nacionalistas corsos se presentaron divididos, ya que la UPC, Uniti, U Rinnovu y Manca Naziunale se presentaron por separado, cosa que minó su representación (solamente 5 escaños para Corsica Nazione). Las elecciones fueron anuladas por las irregularidades que se cometieron y se repitieron el 14 de marzo de 1999: en esta ocasión Corsica Nazione obtuvo el 16'7% de los votos y 8 escaños.

### El Proceso de Matignon
El 4 de diciembre de 1999 Lionel Jospin se reunió en Ajaccio con 27 dirigentes corsos, entre ellos los líderes de Corsica Nazione Jean-Guy Talamoni y Paul Quastana. Este encuentro se repitió el 13 de diciembre en el Palacio de Matignon, abriendo así una nueva etapa de diálogo con las fuerzas corsas, que habían presentado propuestas para la resolución del conflicto. Como resultado, el 24 de diciembre los cinco grupos terroristas corsos (FLNC-Canal Histórico, FLNC-Canal Habitual o 5 de Mayo, Resistenza, Fronte Ribellu y Clandestinu) decidieron reunificarse bajo las siglas del FLNC y declarar una tregua con posibilidad de ser definitiva si el Gobierno francés satisfacía algunas de sus reivindicaciones, sobre todo de cara a la cooficialidad de la lengua corsa y el reconocimiento oficial del pueblo corso. El 14 de enero de 2000 se celebró una tercera reunión en Ajaccio, donde fue aparcada la propuesta de reforma constitucional y se dedicaron durante seis horas a tratar sobre el cierre de equipamientos, la simplificación administrativa, las transferencias de competencias y la supresión de los dos departamentos en que está dividida la isla. El 6 de abril Jospin recibe nuevamente en Matignon a los líderes corsos, a los cuales les descarta la posibilidad de celebrar un referéndum sobre el futuro estatuto de la isla mientras no se pusieran de acuerdo entre ellos. Finalmente, en los primeros días de agosto de 2000, se publica un texto elaborado por el ejecutivo de Lionel Jospin que fue votado por la Asamblea de Córcega.
No obstante, se acentuaron los enfrentamientos entre las diferentes facciones armadas del nacionalismo corso. Jean-Michel Rossi fue asesinado el 8 de agosto de 2000. El 17 de agosto de 2001 caería asesinado François Santoni, que dirigía un partido llamado Presenza Naziunale.
El 22 de mayo de 2001 la Asamblea Nacional Francesa aprobó en primera lectura el proyecto de ley sobre Córcega, con 287 votos a favor, 217 en contra y las 53 abstenciones del Partido Comunista Francés (PCF). El proyecto concedió poder de adaptación de las leyes y reglamentos en la Asamblea de Córcega, sobre el control del Parlamento, preveía la generalización de la enseñanza de la lengua corsa en las escuelas infantiles y de primaria, y permitía a la Asamblea elaborar un plan de desarrollo derogando la ley litoral, que protege la urbanización de las costas francesas, una previsión de carácter fiscal que previó sustituir el sistema de zona franca en vigor desde 1996, y la exención del pago de derechos de sucesión, así como de otras competencias. El 14 de noviembre de 2003 el FLNC-Unión de Combatientes (FLNC-UC) anuncia unilateralmente una tregua sin condiciones al margen de cualquier negociación con Francia.

### De los años 2000 a 2010: el nacionalismo aumenta su peso político
En las elecciones a la Asamblea de Córcega de 2004 la coalición Unione Naziunale, impulsada por Corsica Nazione, obtuvo 24.652 votos (17,34%) y 8 escaños. En las elecciones territoriales de 2010 las listas nacionalistas corsas logran el 35,74 % de votos en segunda vuelta: los autonomistas de Femu a Corsica liderados por Gilles Simeoni y Jean-Christophe Angelini logran el 25,89 % de los votos y los independentistas de Corsica Libera liderados por Jean-Guy Talamoni el 9,5 % .

### Victorias históricas (2014-2015)
El 30 de marzo de 2014 la lista que encabeza Inseme per Bastia Gilles Simeoni logra en la primera vuelta el 32,34 % y en la segunda vuelta en alianza con el disidente PRG François Tatti y Jean-Louis Milani de la UMP alcanza el 55,40 % de los votos. El 5 de abril se sitúa al frente de la alcaldía de Bastia convirtiéndose en el primer nacionalista al frente de una gran ciudad poniendo fin al gobierno PRG-PCF que dirige la ciudad desde 1968. Este resultado fue fruto de una nueva estrategia electoral del movimiento nacionalista del que Simeoni es uno de los principales artífices, privilegiando las alianzas pragmáticas que permiten posicionar sus principios en el centro de su agenda política.
En las elecciones territoriales de 2015 la coalición Pè a Corsica (fusión de los autonomistas Femu a Corsica y de los independentistas Corsica Libera liderados por Gilles Simeoni y Jean-Guy Talamoni) vence en la segunda vuelta con un 35,34 % de los votos frente a la de Paul Giacobbi que obtiene el 28,49 % de votos, lo que les da una mayoría relativa de 24 miembros sobre 51.
Esta victoria histórica sitúa por primera vez a los nacionalistas a la cabeza de la colectividad territorial de Córcega, estructura similar a una región pero con un estatuto particular cuyo órgano deliberativo es la Asamblea de Córcega. Se convierten además en la primera fuerza política de la isla. El 17 de diciembre Simeoni es elegido en tercera vuelta con mayoría relativa presidente del Consejo ejecutivo por la Asamblea de Córcega.

### Elecciones territoriales de 2017
En las elecciones territoriales del 10 de diciembre de 2017 Pè a Corsica (Por Córcega) confirma y refuerza su mayoría en el seno de la Asamblea. La formación logró el 56,46 % de los votos en segunda vuelta frente a la derecha regionalista de Jean-Martin Mondoloni que logró el 18,29%, La República en Marcha liderada por Jean-Charles Orsucci 12,67% y la de Los Republicanos liderada por Valérie Bozzi con el 12,57 %. La abstención fue del 47,5 %.  El primer ministro Edouard Philippe llamó por teléfono a Simeoni para felicitarle y plantear su disponibilidad para recibirle en París y el ministro del Interior Gérard Collmb aseguró la disposición del gobierno con un espíritu de escucha, diálogo y respetuo mutuo. Simeoni trasladó la necesidad de un "verdadero diálogo". La Asamblea Corsa está presidida por el independentista Jean-Guy Talamoni.

### Diálogo vigente entre el Gobierno francés y los nacionalistas corsos
El 5 de enero de 2018 se produce el "primer encuentro oficial" entre el Gobierno francés y los nacionalistas corsos tras su victoria en las elecciones territoriales. La ministra dependiente del Ministro del Interior Jacqueline Gourault, encargada del dossier, visitó Córcega el 5 de enero.
Los puntos de bloqueo son la negativa a reconocer la cooficialidad de la lengua corsa, aunque la ministra no descartó que Francia ratifique la Carta Europea de Lenguas Regionales firmada en París en 1999, pero no ratificada. También el estatuto de residente y la amnistía a los prisioneros políticos corsos.
En la reforma constitucional prevista en 2018 podría plantearse el reconocimiento de "la especifidad corsa", señaló Simeoni, mientras Gourault apuntó sólo la voluntad del Presidente de la República Francesa a incorporar en la constitución el "derecho a la diferenciación" que se distingue del "derecho a la experimentación" reconocido en la revisión promovida por Jean-Pierre Raffarin en 2003. Simeoni declaró que la reunión se había producido "en un clima de apertura, constructivo" y la ministra señaló a la prensa que no hubo clima de confrontación.
El 22 de enero continúa el proceso en Matignon con la reunión entre Édouard Philippe y Jean-Guy Talamoni, continuará el 6 de febrero, fecha en la que el presidente Emmanuel Macron visitará la isla con motivo del 20º aniversario del asesinato del prefecto Claude Erignac.
El 3 de febrero a tres días de la visita de Macrón a la isla el movimiento nacionalista organizó una marcha popular convocada por Gilles Simeoni y Jean-Guy Talamoni con la participación de entre 10 000 y 15.000 personas según la cadena de televisión BFM, de 22.000 a 25.000 personas según los organizadores.

## Nota final
- Artículo traducido de la Wikipedia en catalán.

- Datos: Q2712033
- Multimedia: Corsican nationalism / Q2712033